# Harmony Compiler
El Harmony Compiler (Compilador de Armonías) fue escrito por Peter Samson en el Instituto Tecnológico de Massachusetts (MIT). El compilador fue diseñado para codificar música para el PDP-1 y fue hecho sobre un programa anterior que Samson escribió para la computadora TX-0.
Jack Dennis notó y había mencionado a Samson que el estado de encendido y apagado del sonido del altavoz del TX-0 podía ser suficiente para tocar música. Ellos tuvieron éxito en hacer un programa WYSIWYG para una voz antes o por 1960.
Samson diseñó el Harmony Compiler, para el PDP-1 que llegó al MIT en septiembre de 1961, que sintetizaba cuatro voces desde una entrada en una notación basada en texto. Aunque creó música en muchos géneros, fue optimizado para la música barroca. La música del PDP-1 se combinaba desde cuatro canales y se reproducía en estéreo. Las notas estaba??? hecha??? de tonos y cada uno tenía un undertone???. La música no se detenía por errores. Los errores se mostraban con un mensaje con la cinta roja de la máquina de escribir: "Errar es humano, perdonar es divino".
En 2004, Samson se unió al proyecto de restauración del PDP-1 del Museo de Historia de la Computadora, para recrear al reproductor de música.